# Крылов, Михаил Григорьевич
Михаи́л Григо́рьевич Крыло́в (1786—1846) — русский скульптор, академик Императорской Академии художеств.

## Биография
В девять лет Михаил Крылов поступил в Императорскую академию художеств, где учился сначала под руководством Федота Шубина, а затем Ивана Мартоса; был награждён двумя серебряными медалями и малой золотой медалью (полученной в 1808 за барельеф: «Марфа Посадница посещает Феодосия Борецкого») и окончил академию в 1809 со званием художника XVI класса и большой золотой медалью, присуждённой ему, по конкурсу, за барельеф: «Андромаха оплакивает убитого Гектора». Получив право ехать за казённый счёт за границу, не мог уехать из-за острой политической обстановки того времени и в течение десяти лет оставался при академии, в качестве её пенсионера.
Наконец, в 1819 году он отправился в Рим, где пользовался, при своих работах, советами Кановы и исполнил колоссальную статую Гектора, по заказу великого князя Михаила Павловича (в пандан к «Ахиллесу» С. Гольберга), несколько портретных бюстов и других работ для графа Кутайсова и других лиц. После возвращения в 1825 в Санкт-Петербург изваял превосходную статую «Кулачного бойца» (1837), несколько барельефов для Михайловского дворца, колоссальный бронзовый бюст Собакина, бюст императора Николая I и несколько других, менее значительных произведений.
Было дано звание академика (1837) за скульптуру «Бойцы».